# Leucania brantsii
Leucania brantsii là một loài bướm đêm trong họ Noctuidae.